# Kees Luijckx
Kees Luijckx (Aussprache [ˈkeːs ˈlœy̯ks], * 11. Februar 1986 in Beverwijk; auch Kees Luyckx) ist ein niederländischer Fußballspieler. Er hat zuletzt bei Roda Kerkrade in der niederländischen Eredivisie gespielt und hat Ende Februar 2015 einen Zweijahresvertrag bei dem ungarischen Spitzenklub aus Székesfehérvár bei Videoton FC abgeschlossen.

## Spielerkarriere
Kees Luijckx, der in der Innenverteidigung oder im defensiven Mittelfeld spielt, wurde 2006, nachdem er bereits seit 1996 in diversen Jugendmannschaften des Vereins gespielt hatte, in die erste Mannschaft von AZ Alkmaar geholt. Er wurde für 18 Monate an den Ligarivalen Excelsior Rotterdam ausgeliehen, da er sich anfangs nicht bei Alkmaar durchsetzen konnte. Bei Excelsior schaffte er den Durchbruch und es gelang ihm auch der Sprung in die U21-Nationalelf der Niederlande.
Nach der Rückkehr zu AZ kam er zwar häufiger zum Einsatz, konnte sich aber nicht durchsetzen. Nachdem er in der Rückrunde der Saison 2009/10 bereits an ADO Den Haag ausgeliehen worden war, wechselte er im Sommer 2010 zu NAC Breda. Hier blieb er drei Jahre und schloss sich anschließend zur Saison 2013/14 dem Ligakonkurrenten Roda Kerkrade an.

## Nationalmannschaft
Kees Luijckx nahm für die Niederlande an Olympia 2008 in Peking teil.